# Marley Watkins
Marley Watkins, né le 17 octobre 1990 à Lewisham (Angleterre), est un footballeur international gallois qui évolue au poste de milieu de terrain.

## Biographie
Le 10 juin 2013, il rejoint le club écossais Inverness Caledonian Thistle. Le 30 mai 2015, il marque le premier but dans la finale de la Coupe d'Écosse. Inverness remporte le match 2-1.
Le 4 juin 2015, il rejoint Barnsley.
Le 15 juin 2018, Watkins s'engage pour trois ans avec Bristol City.
Le 22 août 2020, il est prêté à Aberdeen.

## Palmarès
- Inverness CT
  - Vainqueur de la Coupe d'Écosse en 2015.